# نوکیا لومیا آیکن
نوکیا لومیا آیکن که در اصل به عنوان لومیا ۹۲۹ شناخته می‌شود مجهز به سیستم عامل ویندوز فون ۸ و قابل ارتقاء به ویندوز فون ۸٫۱ ساخت شرکت نوکیا می‌باشد که در ۱۲ فوریه ۲۰۱۴ معرفی و در ۲۰ فوریه و به رنگ‌های سفید و مشکی منتشر شد.

## ویژگی‌های اصلی
ویژگی‌های اصلی لومیا آیکن عبارت اند از:
1. صفحه نمایش ۵ اینچی
2. دوربین ۲۰ مگاپیکسل، لنز کارل زایس، تثبیت‌کننده تصویر اپتیکال، فوکوس اتوماتیک، فلش LED دوتایی
3. دستیار صوتی کورتانا که با قابلیت هی کورتانا (به انگلیسی: Hey Cortana) فعال می‌شود.